# 爱猫芋螺
爱猫芋螺（学名：Conus tribblei）是一個海螺的物種，屬於芋螺科芋螺属的一种腹足綱軟體動物。
如同其他芋螺屬物種，本物種同樣是捕食性動物，而且會分泌毒液。這些毒液會使人感覺刺痛，因此在處理活的芋螺時需非常小心，甚至是最好不要接觸。
本物種的種小名源於發現者Jerry Walls的寵物貓的名字。

## 亞種
本物種過往還有一個亞種：Conus tribblei queenslandis da Motta, 1984，但現時已作一個獨立的物種去處理，所以這名稱被視為：Conus queenslandis da Motta, 1984的異名。

## 型態描述
具圓錐形且狹窄的外殼，殼長從 42 mm 到 138 mm不等。殼以白色為底色，帶棕色縱斑，基部為白色（少數呈淡黃色）。

## 分佈
本物種見於日本、台灣、越南、菲律賓的蘇祿海、所羅門群島及澳大利亞的西澳州對外海域。
常栖息在浅海沙底。

## 外部連結
- The Conus Biodiversity website （页面存档备份，存于）
- Cone Shells - Knights of the Sea （页面存档备份，存于）